# Ota z Nostic-Rokytnice
Ota z Nostic a Rokytnice, též Ota mladší z Nostic (německy Otto Freiherr von Nostitz- Rokitnitz, 23. května 1608, Seifersdorf (Lubáň) – 14. listopadu 1664, Javor) byl český šlechtic z rodu Nosticů.

## Život
Narodil se jako starší syn Jana Mikuláše z Nostic a jeho první manželky Heleny ze Schlichtingu. Měl bratra Jana Hartvíka z Nostic.
Vzdělání získal nejprve ve Lvově a Zhořelci a své vzdělání zakončil na univerzitě v Lipsku, kde se věnoval zejména filosofii a teologii. Následně podnikl kavalírskou cestu po Švýcarech, Francii, Nizozemsku a Německu a roku 1650 přicestoval do Vídně. Roku 1632 ho jmenoval císař Ferdinand II. apelačním radou v Praze a diplomem z 18. května 1631 mu propůjčil titul českého svobodného pána.
Když do Čech vtrhli Sasové a Švédové, opustil Prahu a odebral se k císařskému dvoru do Vídně. Poté pobýval v Itálii a po návratu do vlasti se opět ujal svého úřadu apelačního rady.
Roku 1637 ho císař jmenoval vrchním kancléřem ve Slezsku, v roce 1642 zemským hejtmanem ve Vratislavi a v roce 1651 byl jmenován zemským hejtmanem Svídnicko-javorského knížectví. Tento úřad zastával do své smrti.
V souvislosti s Otovým jmenováním zemským hejtmanem ve Slezsku byl vyražena medaile, kterou popisuje Miltner ve své knize medailí. [Miltner, s. 379, deska XXXV, č. 291. – Allgemeines historisches Lexikon (Leipzig 1731, Thom. Fritschens Erben, gr. Fol.) písm. N, s. 84.]

## Manželství a rodina
Roku 1642 se Ota oženil s Barborou Alžbětou Wachtelovou z Panthenau. Z tohoto manželství se narodili tři synové a čtyři dcery. Nejstarší ze synů, Kryštof Václav, byl pokračovatelem starší linie Nosticů z Rokytnice, kterou založil Ota.